# Huluskogens naturreservat
Huluskogen är ett naturreservat i Tranås kommun i Jönköpings län i Småland.
Området är 40 hektar stort och är skyddat sedan år 2001. Det är beläget vid Stensjön cirka 7 kilometer norr om Örserum kyrka och består av ett barrskogsbeklätt höjdområde på östra sidan av en sprickdal.

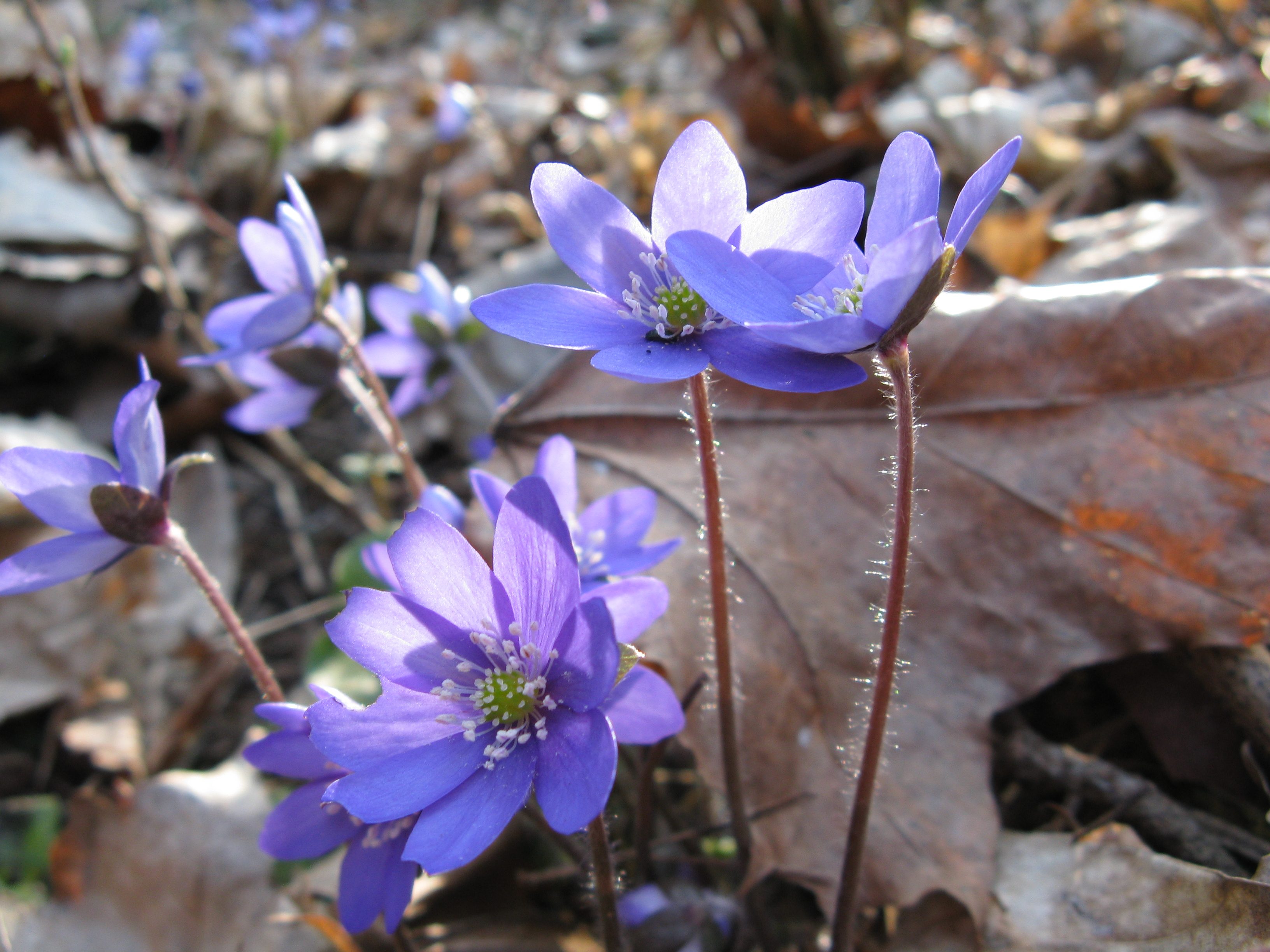
Blåsippa

Skogen är drygt 100 år gammal. Uppe på höjden ligger Toppegölen i en gryta i berget. Där växer starr och örter och där finns även större vattensalamander.
På den östra sluttningen växer mest gran med ett artrikt mosstäcke. Där växer bl.a. vågig sidenmossa och orkidén knärot. Den västra branten består mer av bergväggar, rasmarker och mera lövträd. 